# Julio Ramón Ribeyro
Julio Ramón Ribeyro (ur. 31 sierpnia 1929 w Limie, zm. 4 grudnia 1994 w Limie) – peruwiański pisarz (tworzący w języku hiszpańskim).

## Życiorys
Urodził się w mieszczańskiej rodzinie. Ukończył studia na wydziale literatury i prawa na Pontificia Universidad Católica del Perú. W 1952 po raz pierwszy wyjechał do Europy i do 1958 mieszkał m.in. we Francji, Hiszpanii, Belgii czy Włoszech. Pracował w różnych zawodach, m.in. jako nauczyciel czy robotnik w fabryce. W 1960 osiadł w Paryżu. Był dziennikarzem Agence France Presse, w następnych latach pełnił funkcję ambasadora UNESCO.
Publikował opowiadania, powieści, eseje. Debiutował zbiorem opowiadań Los gallinazos sin plumas. Był tłumaczony na wiele języków, w tym polski – w 1973 została opublikowana jego debiutancka powieść Kronika z San Gabriel. Książkę Ribeyro zaczął pisać w 1955, ukazała się w 1960. Jest to częściowo autobiograficzna opowieść o życiu na peruwiańskiej hacjendzie w ostatnich latach II wojny światowej.

## Twórczość (wybór)
- Los gallinazos sin plumas (1954)
- Relatos santacrucinos (1954)
- Cuentos de circunstancias (1958)
- Kronika z San Gabriel (Crónica de San Gabriel 1960)
- Las botellas y los hombres (1964)
- Tres historias sublevantes (1964)
- Los geniecillos dominicales (1965)
- Los cautivos (1972)
- El próximo mes me nivelo (1972)
- Santiago, el Pajarero (1975)
- La palabra del mudo (1973-77)
- Prosas apátridas (1975-78)
- Cambio de guardia (1976)
- Silvio en El Rosedal (1977)
- Atusparia (1981)
- Sólo para fumadores (1987)
- La tentación del fracaso (1987)
- Dichos de Luder (1989)
- La tentación del fracaso (1992-1995)